# Цезеннии
Цезе́ннии (лат. Caesennii) — древнеримский плебейский род, из представителей которого наиболее известны:
- Цезенний Лентон (возможно, принадлежал к Цезониям, ум. 43/42 до н. э.), служил при Гае Юлии Цезаре в 45 году до н. э. в Испании, после битвы при Мунде преследовал Гнея Помпея, вследствие чего последний был убит. После гибели диктатора Цезенний участвовал в т. наз. коллегии семи мужей (септимвиры), избранных для раздела земель. По одной из версий, его имя в числе прочих было внесено в проскрипционные списки, составленные членами 2-го триумвирата, в связи с чем он был казнён;
- Луций Цезенний Пет (ум. после 73), ординарный консул 61 года совместно с Цезеннием Петронием Турпилианом. В 62 году Нерон отправил его в Каппадокию наместником, поручив ему поддерживать креатуру римлян — армянского царя Тиграна в его борьбе с парфянами. С двумя легионами Цезенний двинулся в Армению, чтобы занять Тигранакерт, взял несколько укреплений, но с началом зимы отступил. Между тем, парфянский царь Волагез с большим войском двинулся против римлян, осадил Цезенния в Арсамосате и согласился снять осаду лишь на том условии, чтобы римляне оставили Армению и сдали парфянам все свои укрепления и провиант; кроме того, парфяне обязали римлян построить им мост через Арсаний. Прорвав осаду, Пет спешно отправился на соединение с шедшим из Сирии Корбулоном, с которым встретился на берегах Евфрата. Намерение Луция Цезенния объединёнными силами вновь занять Армению Корбулоном были отклонены, а, между тем, Нерон узнал о поражении римлян и отозвал Пета. При Веспасиане Луций Цезенний стал наместником Сирии и обвинил царя Антиоха IV Коммагенского в тайных сношениях с парфянами. С согласия императора он вторгся в Коммагену, взял главный город области, Самосату, и вскоре захватил в плен самого царя, войска которого перешли на сторону римлян, а страна была приобщена к римским владениям.